# José Clarke
José Clarke (ur. ? – zm. ?) – argentyński piłkarz, grający podczas kariery na pozycji napastnika.

## Kariera klubowa
José Clarke piłkarską karierę rozpoczął w Rosario Central w 1915. Z Rosario trzykrotnie wygrał lokalną Liga Rosarina de Fútbol w 1915, 1916 i 1917. W latach 1918–1920 był zawodnikiem Porteño Buenos Aires, a 1921-1926 w CS Palermo. W latach 1926–1927 występował w Estudiantil Porteño Ciudadela i Universalu Buenos Aires i River Plate, w którym zakończył karierę.

## Kariera reprezentacyjna
W reprezentacji Argentyny Clarke występował w latach 1918-1923. W reprezentacji zadebiutował 15 sierpnia 1918 w zremisowanym 0-0 meczu z Urugwajem, którego stawką było Gran Premio de Honor Argentino. 
Rok wcześniej był w kadrze na Mistrzostwa Ameryki Południowej.
W 1919 po raz drugi wystąpił w Mistrzostwach Ameryki Południowej. Na turnieju w Rio de Janeiro wystąpił we wszystkich trzech meczach z Urugwajem, Brazylią i Chile, w którym popisał się hat-trickiem. Ostatni raz w reprezentacji Clarke wystąpił 12 listopada 1922 w przegranym 0-1 z Urugwajem, którego stawką było Copa Lipton. Ogółem w barwach albicelestes wystąpił w 9 meczach, w których strzelił 6 bramek.
| Mecze i gole w reprezentacji | Mecze i gole w reprezentacji | Mecze i gole w reprezentacji | Mecze i gole w reprezentacji | Mecze i gole w reprezentacji | Mecze i gole w reprezentacji | Mecze i gole w reprezentacji |
| #                            | Data                         | Miasto                       | Przeciwnik                   | Gol                          | Wynik                        | Rozgrywki                    |
| ---------------------------- | ---------------------------- | ---------------------------- | ---------------------------- | ---------------------------- | ---------------------------- | ---------------------------- |
| 1.                           | 15.08.1918                   | Buenos Aires                 | Urugwaj                      |                              | 0:0                          | Gran Premio                  |
| 2.                           | 13.05.1919                   | Rio de Janeiro               | Urugwaj                      |                              | 2:3                          | Copa América                 |
| 3.                           | 18.05.1919                   | Rio de Janeiro               | Brazylia                     |                              | 1:3                          | Copa América                 |
| 4.                           | 22.05.1919                   | Rio de Janeiro               | Chile                        | Gol · Gol · Gol              | 4:1                          | Copa América                 |
| 5.                           | 01.06.1919                   | Rio de Janeiro               | Brazylia                     | Gol                          | 3:3                          | Copa Cherry                  |
| 6.                           | 25.07.1919                   | Buenos Aires                 | Urugwaj                      | Gol                          | 1:3                          | Copa Newton                  |
| 7.                           | 07.04.1921                   | Asunción                     | Paragwaj                     |                              | 1:3                          | towarzyski                   |
| 8.                           | 14.04.1921                   | Asunción                     | Paragwaj                     | Gol                          | 2:2                          | towarzyski                   |
| 9.                           | 12.11.1922                   | Montevideo                   | Urugwaj                      |                              | 0:1                          | Copa Lipton                  |